# Highgate (Vermont)
Highgate ist eine Town im Franklin County des Bundesstaates Vermont in den Vereinigten Staaten mit 3472 Einwohnern (laut Volkszählung 2020).

## Geografie

### Geografische Lage
Highgate liegt im Nordosten des Franklin Countys am Ostufer des Lake Champlain und an der Grenze zu Kanada. Der größte See auf dem Gebiet der Town ist der zentral gelegene Cutler Pond. Der Missisquoi River fließt entlang der südlichen Grenze der Town. Er mündet in den Lake Champlain. Im Flussdelta des Missisquoi River wurde 1943 ein Naturschutzgebiet, das Missisquoi National Wildlife Refuge, angelegt. Zahlreiche kleine Bäche entwässern die Town, sie fließen zunächst in nordöstlicher Richtung in den Rock River der anschließend in südwestlicher Richtung fließend im Lake Champlain mündet. Das Gebiet der Town ist hügelig, ohne nennenswerte Erhebungen. Die höchste ist der 222 m hohe Rice Hill.

### Nachbargemeinden
Alle Entfernungen sind als Luftlinien zwischen den offiziellen Koordinaten der Orte aus der Volkszählung 2010 angegeben.
- Norden: Saint-Armand, Kanada, 2,5 km
- Osten: Franklin, 16,5 km
- Südosten: Sheldon, 15,6 km
- Südwesten: Swanton, 6,2 km

### Stadtgliederung
In Highgate gibt es vier Siedlungsgebiete, Highgate Center weist die höchste Besiedlung mit der am besten ausgebauten Einkaufsstruktur auf, Highgate Falls am Missisquoi River verfügt über einen Staudamm zur Stromerzeugung aus Wasserkraft, Highgate Springs ist durch seine Heilquellen auch in der Vergangenheit bereits Touristisch erschlossen und East Highgate.

### Klima
Die mittlere Durchschnittstemperatur in Highgate liegt zwischen −9,44 °C (15 °Fahrenheit) im Januar und 20,6 °C (69 °Fahrenheit) im Juli. Damit ist der Ort gegenüber dem langjährigen Mittel der USA um etwa 9 Grad kühler. Die Schneefälle zwischen Mitte Oktober und Mitte Mai liegen mit mehr als zwei Metern etwa doppelt so hoch wie die mittlere Schneehöhe in den USA. Die tägliche Sonnenscheindauer liegt am unteren Rand des Wertespektrums der USA, zwischen September und Mitte Dezember sogar deutlich darunter.

## Geschichte
Gegründet wurde Highgate am 17. August 1763 durch Benning Wentworth im Rahmen der New Hampshire Grants. Den Grant bekamen Samuel Hunt und 63 weitere Landspekulanten, von denen niemand in Highgate siedelte. Benannt hat er das Gebiet nach Highgate im Norden Londons. Die ersten Siedler waren Deutsche Soldaten die im Amerikanischen Unabhängigkeitskrieg auf Seiten der Britischen Armee gedient hatten. Vermessen wurde die Town 1805 durch John Johnson.
Heute ist Highgate ein landwirtschaftliches Zentrum, in dem sich neben diversen Fleisch- und Gemüseproduzenten insbesondere Milcherzeuger und die mit 100.000 Tieren größte Hühnerfarm Vermonts angesiedelt haben.

### Religion

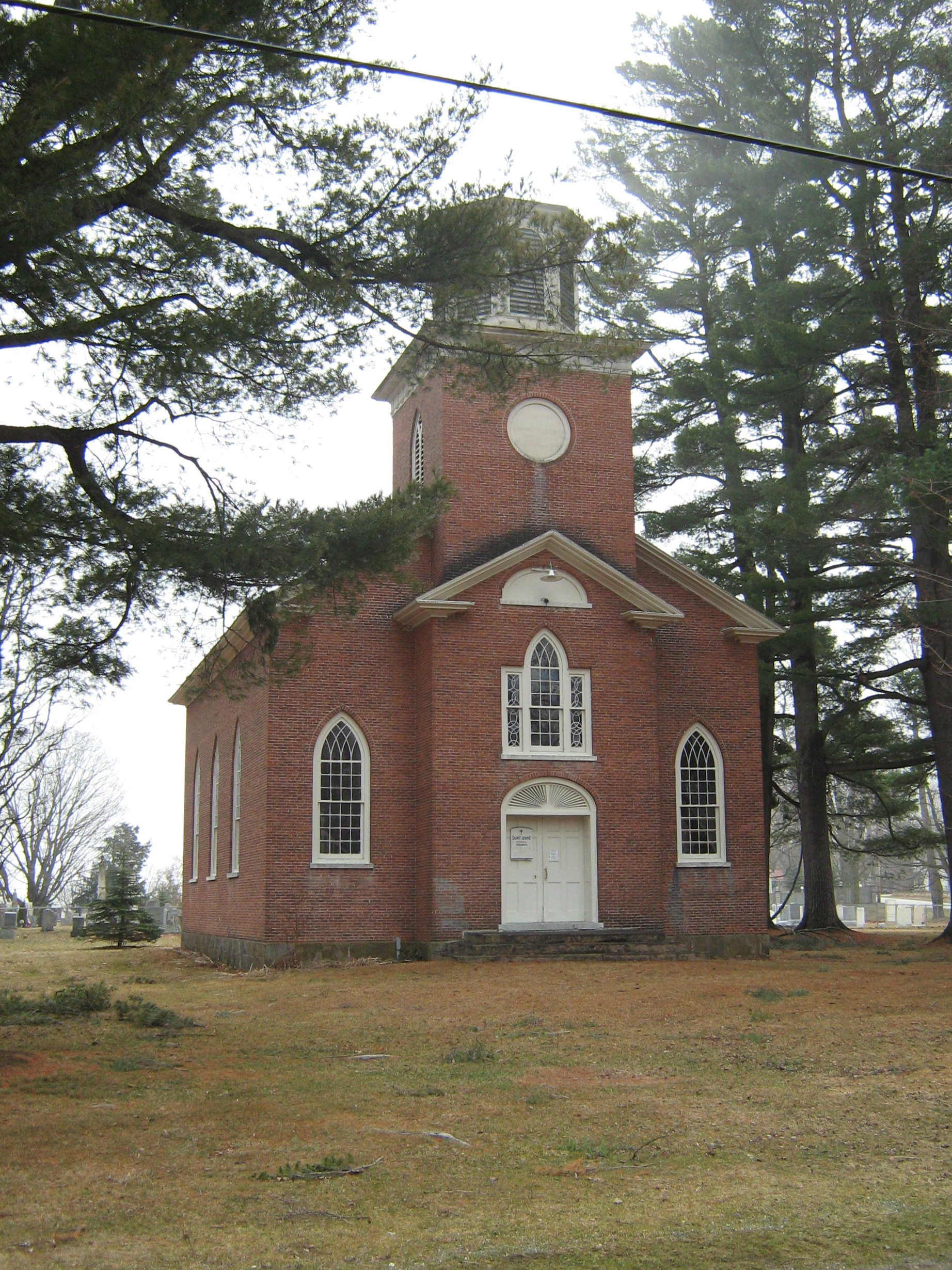
Saint Johns Church
Gelistet im National Register of Historic Places.

In Highgate sind zwei religiöse Gemeinden ansässig, eine römisch-katholische und eine methodistische. Eine Grund- und eine Highschool sowie eine öffentliche Bücherei bilden weitere Grundlagen des öffentlichen Lebens.

### Einwohnerentwicklung
| Jahr      | 1700  | 1710  | 1720  | 1730  | 1740  | 1750  | 1760  | 1770  | 1780  | 1790  |
| --------- | ----- | ----- | ----- | ----- | ----- | ----- | ----- | ----- | ----- | ----- |
| Einwohner |       |       |       |       |       |       |       |       |       | 103   |
| Jahr      | 1800  | 1810  | 1820  | 1830  | 1840  | 1850  | 1860  | 1870  | 1880  | 1890  |
| Einwohner | 437   | 1.374 | 1.250 | 2.038 | 2.292 | 2.653 | 2.526 | 2.260 | 2.088 | 1.853 |
| Jahr      | 1900  | 1910  | 1920  | 1930  | 1940  | 1950  | 1960  | 1970  | 1980  | 1990  |
| Einwohner | 1.980 | 1.758 | 1.528 | 1.574 | 1.647 | 1.681 | 1.608 | 1.936 | 2.493 | 3.020 |
| Jahr      | 2000  | 2010  | 2020  | 2030  | 2040  | 2050  | 2060  | 2070  | 2080  | 2090  |
| Einwohner | 3.397 | 3.535 | 3.472 |       |       |       |       |       |       |       |

## Kultur und Sehenswürdigkeiten

### Parks

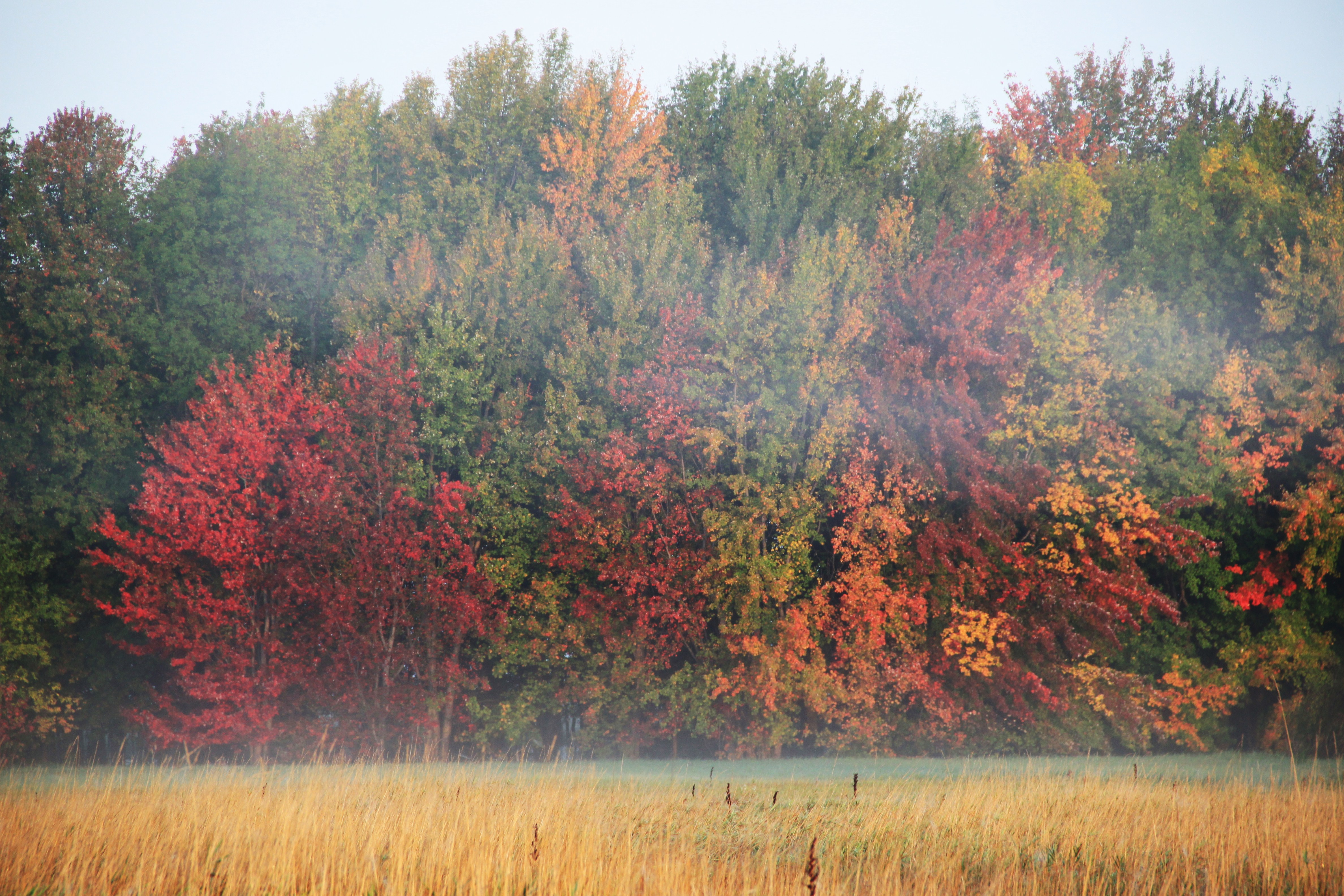
Herbstliche Blattfärbung im Refuge

Das Missisquoi National Wildlife Refuge ist ein National Wildlife Refuge im Mündungsdelta des Missisquoi Rivers. Es ist das einzige Wildlife Refuge, welches sich ausschließlich auf dem Gebiet des Bundesstaates Vermont befindet. Es wurde am 4. Februar 1943 unter den Schutz des Migratory Bird Conservation Acts gestellt. Zu dem Zeitpunkt umfasste es 6,4 km² Land am Mündungsdelta einschließlich der Inseln Shad Island und Big Marsh Slough. In den folgenden Jahren kam weiteres Land hinzu, heute umfasst das Gebiet 27 km², welches sich auf die Towns Swanton und Highgate verteilt. Es beherbergt die größte Kolonie des Kanadareihers in Vermont.

## Wirtschaft und Infrastruktur

### Verkehr
Der Ort ist über die Interstate 89 an das Schnellstraßensystem Nordamerikas angebunden. Sie verläuft in nordsüdlicher Richtung, von der Grenze zu Kanada im Norden ausgehend. Der U.S. Highway 7 verläuft parallel zur Interstate ebenfalls in nordsüdlicher Richtung. Beide führen von der Kanadischen Grenze Richtung Swanton. Im Center treffen sich die in westöstlicher Richtung verlaufende Vermont Route 78 und die in nordsüdlicher Richtung verlaufende Vermont Route 207. Durch den Franklin County State Airport ist der Ort infrastrukturell erschlossen.

### Öffentliche Einrichtungen
Das Northwestern Medical Center in St. Albans ist das nächstgelegene Krankenhaus für die Bewohner der Town.

### Bildung
Highgate gehört mit Franklin, Sheldon und Swanton zur Franklin Northwest Supervisory Union. Die Highgate Elementary School bietet für mehr als 350 Kinder Schulklassen vom Pre-Kindergarten bis zum sechsten Schuljahr.
Zusätzlich führt eine Highschool für etwa 1000 Schüler, die Missisquoi Valley Union Middle & High School, bis zur 12. Klasse weiter. Hochschulen und Universitäten sind in den umliegenden Gemeinden vorhanden. Die nächstgelegenen Colleges liegen etwa 30 Kilometer entfernt in Plattsburgh (New York) und Colchester; die University of Vermont findet sich im etwa 60 Kilometer entfernten Burlington.
Die Highgate Library wurde 1897 gegründet. Bis ein Feuer das Gebäude im Jahr 1940 zerstörte, war sie im Büro des Town Clerks in der Town Hall untergebracht. Nach dem Neubau der Town Hall im Jahr 1941 zog sie dort wieder ein und später teilte sie sich die Räumlichkeiten mit der Historical Society. Am 6. April 2017 bezog die Bibliothek und auch die Historical Society neue Räumlichkeiten und der Name wurde in Highgate Library and Community Center geändert.

## Persönlichkeiten

### Söhne und Töchter der Stadt
- Warren Austin (1877–1962), Senator und UN-Botschafter der Vereinigten Staaten
- Alexander Christie (1848–1925), Erzbischöfe von Oregon City
- John Godfrey Saxe (1816–1887), Dichter

### Persönlichkeiten, die vor Ort gewirkt haben
- Heman Allen (1779–1852), Politiker, amerikanischer Botschafter in Chile und Anwalt